# Maïdan Nezalejnosti (métro de Kiev)
Maïdan Nezalejnosti (ukrainien : Майдан Незалежності) est une station de la ligne Obolonsko-Teremkivska (M2) du métro de Kiev. Elle est située dans le raïon de Podil de la ville de Kiev en Ukraine.
Mise en service en 1976, elle est desservie par les rames de la ligne M2. Le service est arrêté ou perturbé depuis l'invasion de l'Ukraine par la Russie en 2022.

## Situation sur le réseau
Établie en souterrain, la station Maïdan Nezalejnosti, est une station, de passage, de la Ligne Obolonsko-Teremkivska (M2) du métro de Kiev. Elle est située, entre la station Poshtova ploscha, en direction du terminus nord Heroïv Dnipra, et la station Ploshcha Lva Tolstoho, en direction du terminus sud, Teremky.
Elle dispose d'un quai central encadré par les deux voies de la ligne.

## Histoire
La station, Maïdan Nezalejnosti, est mise en service le 17 décembre 1976, lors de l'ouverture à l'exploitation de la première section de la ligne. Elle est réalisée par les architectes AT. Bogdanovsky, I. Maslenkov, et T. Tselikovskaya.

## Services aux voyageurs

### Accès et accueil

Installations
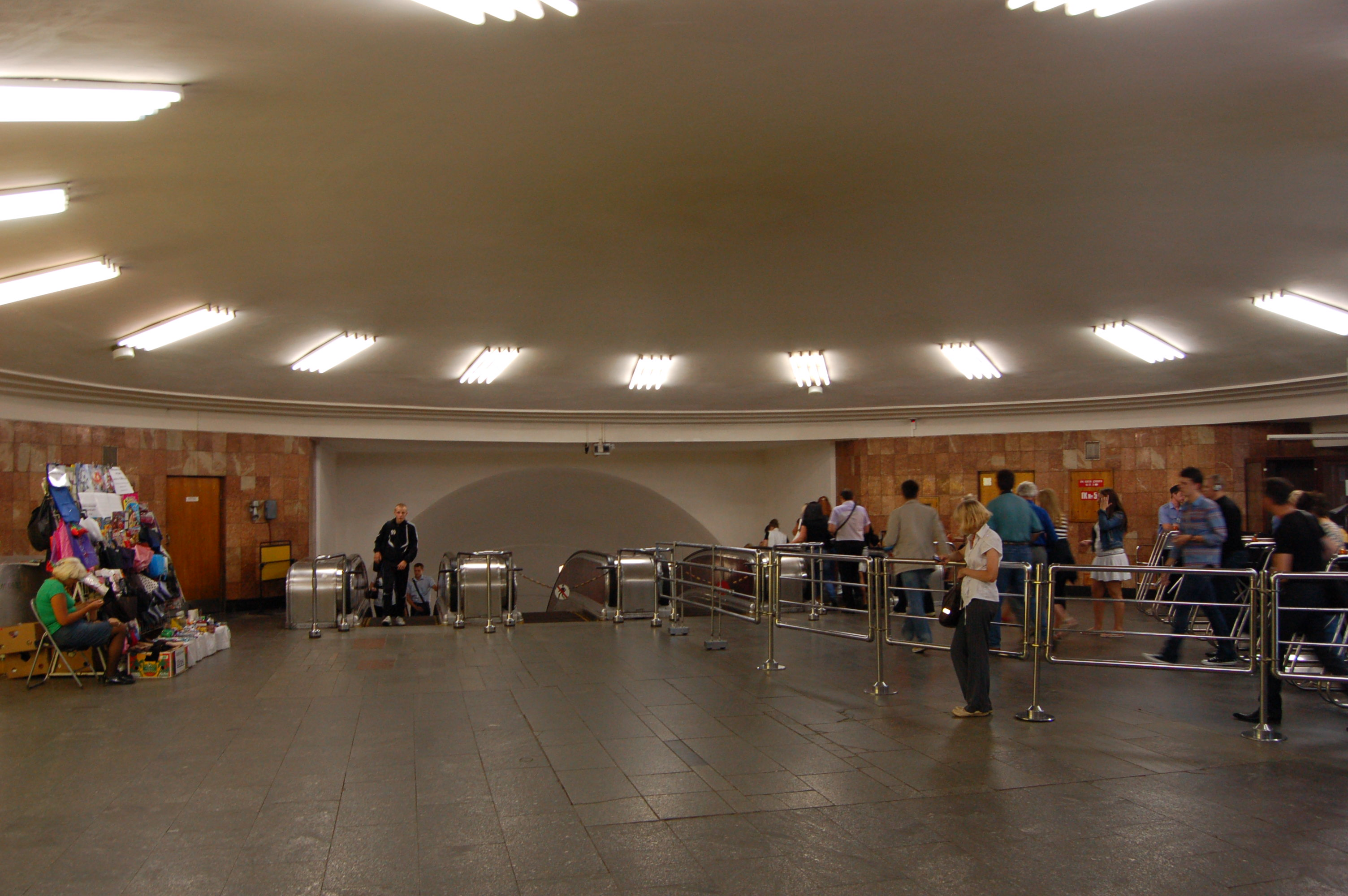
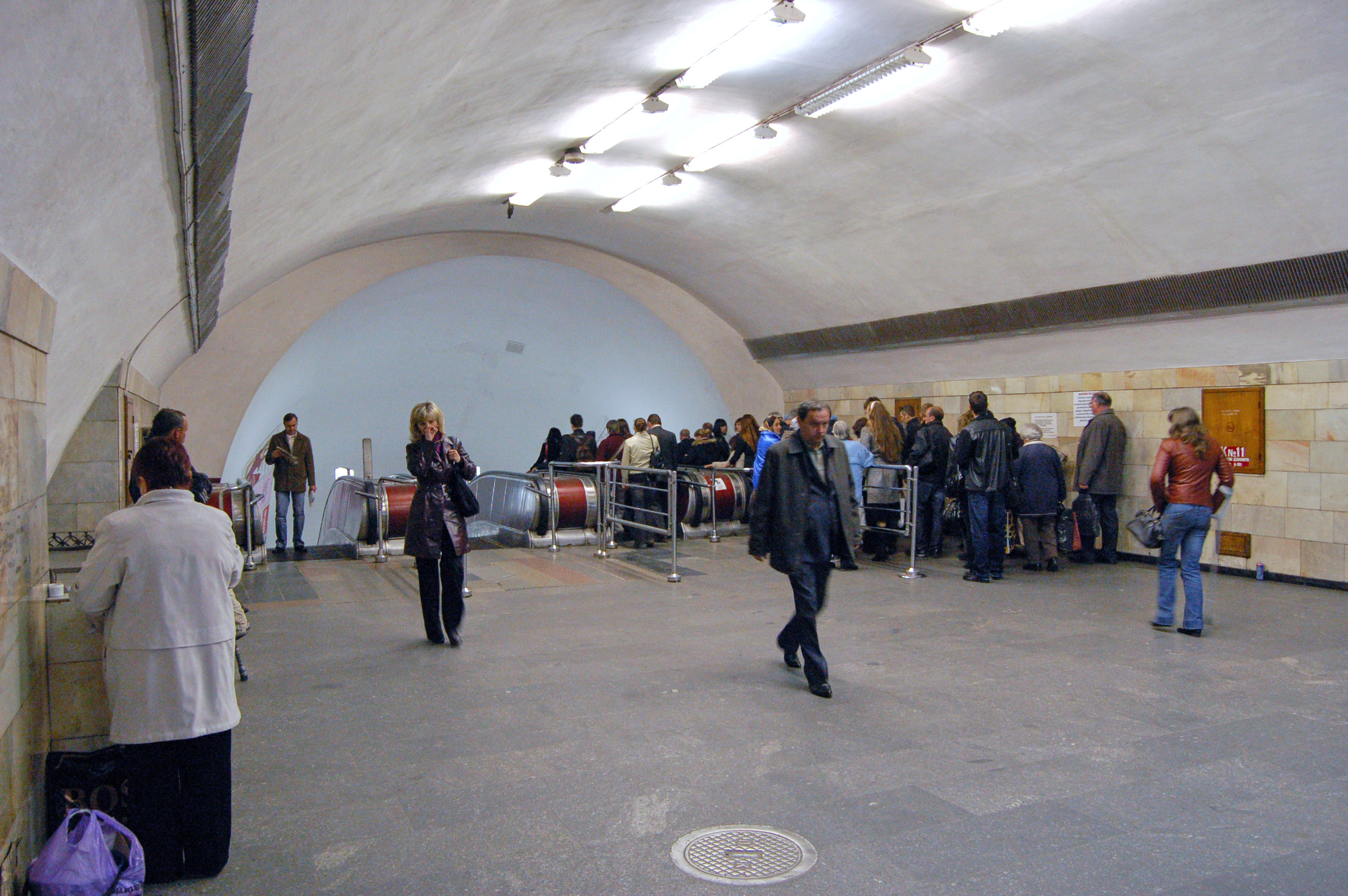
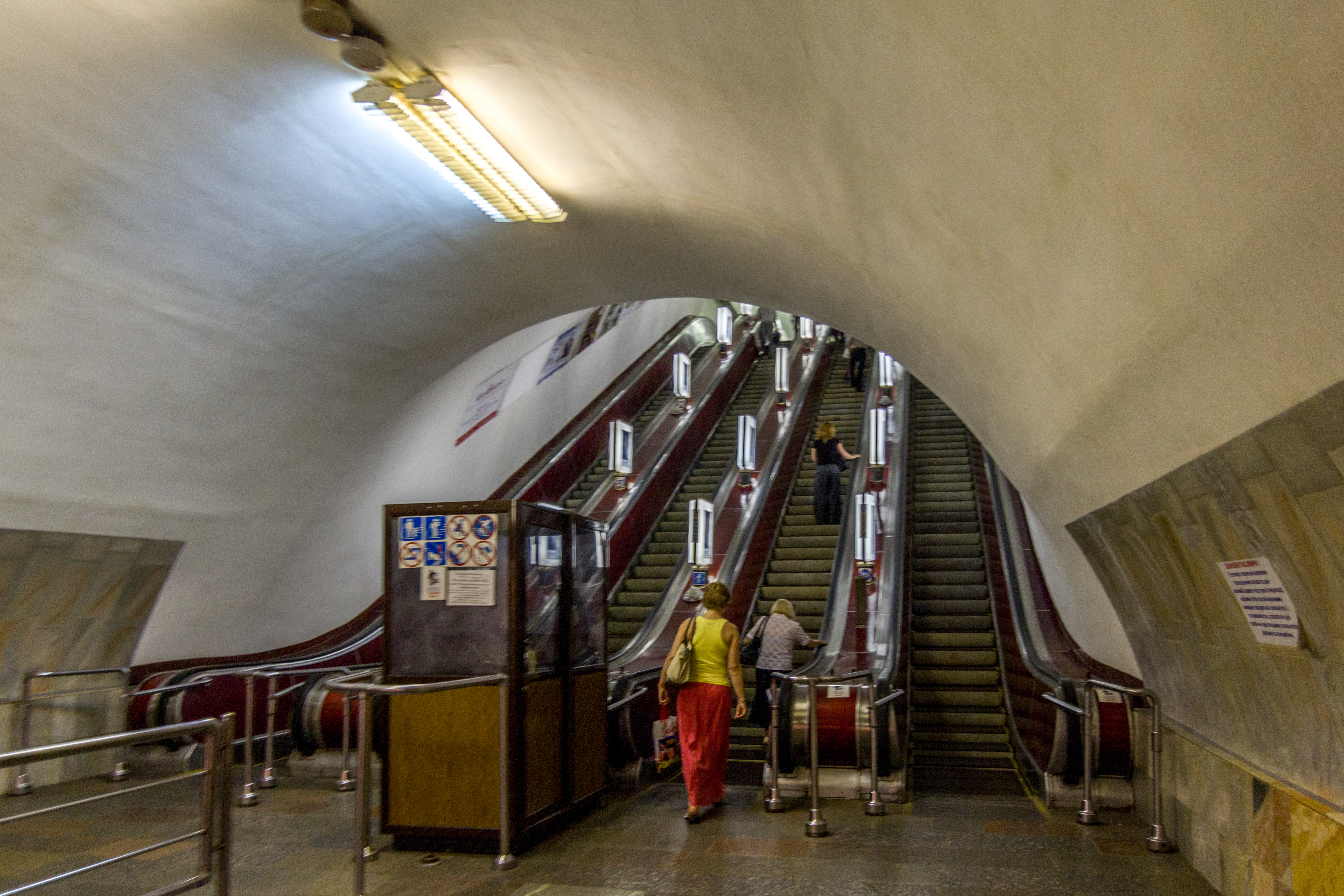

### Desserte
Maïdan Nezalejnosti, est desservie par les rames de la ligne Obolonsko-Teremkivska (M2).

Installations et desserte
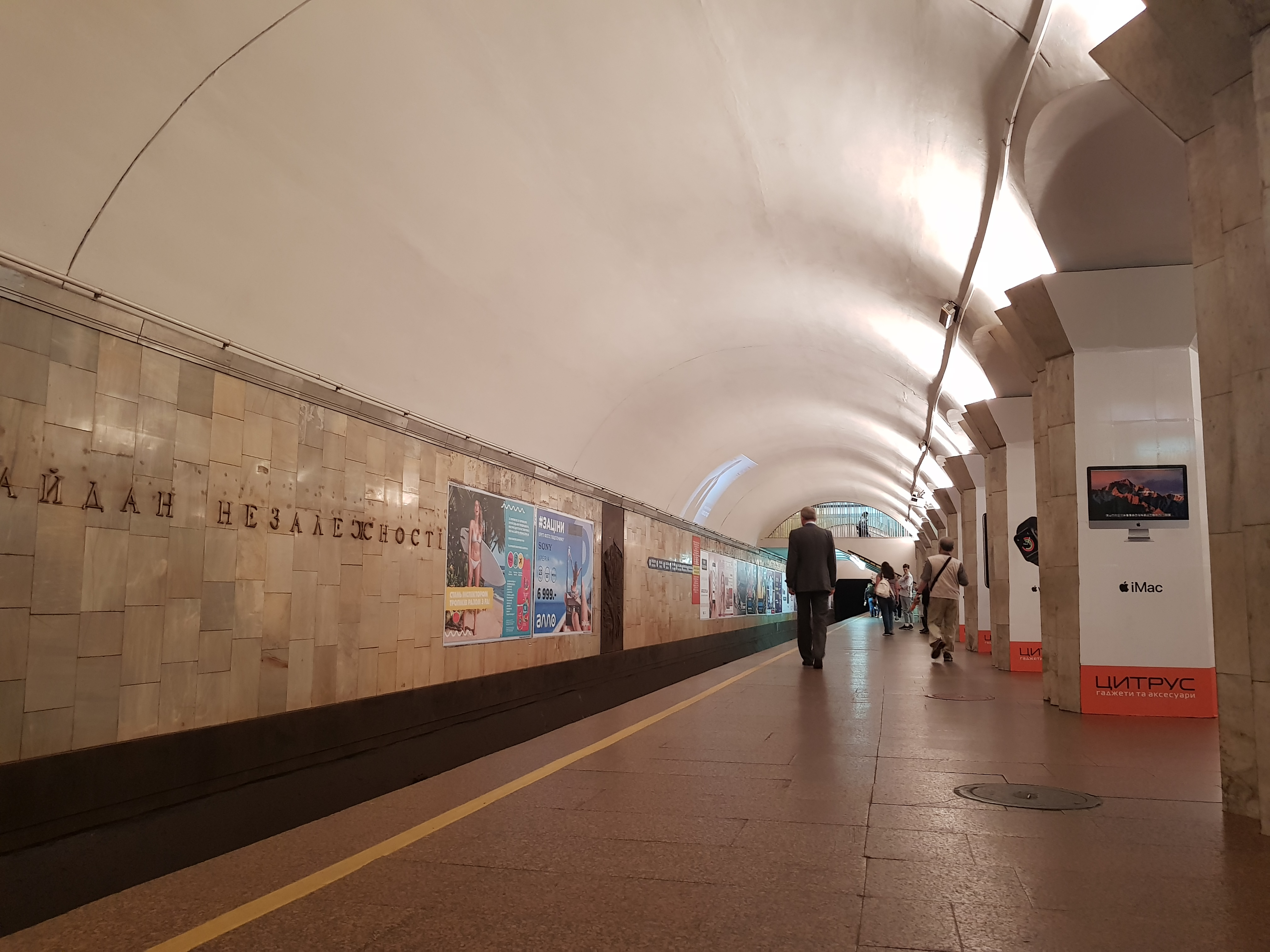
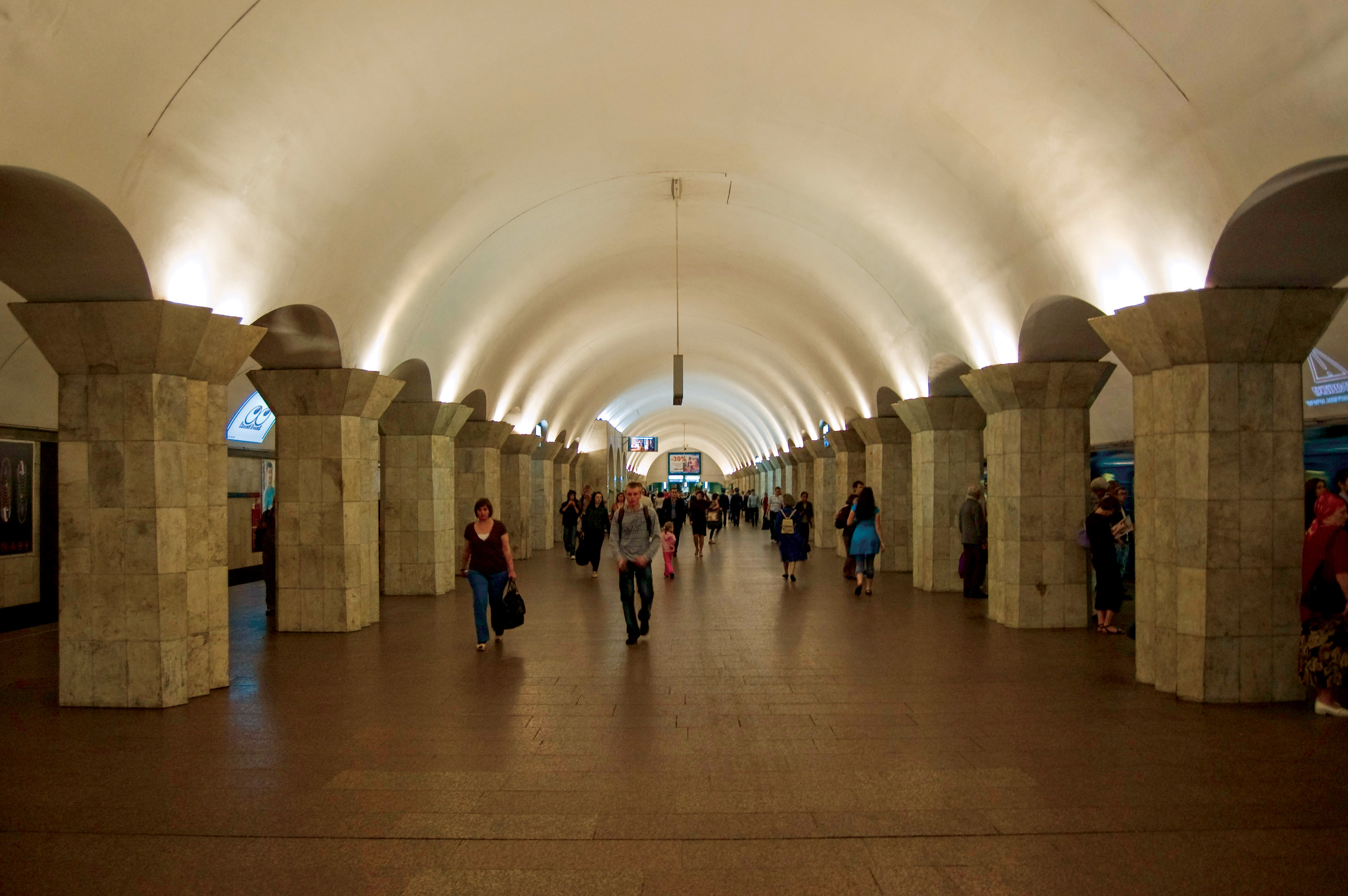
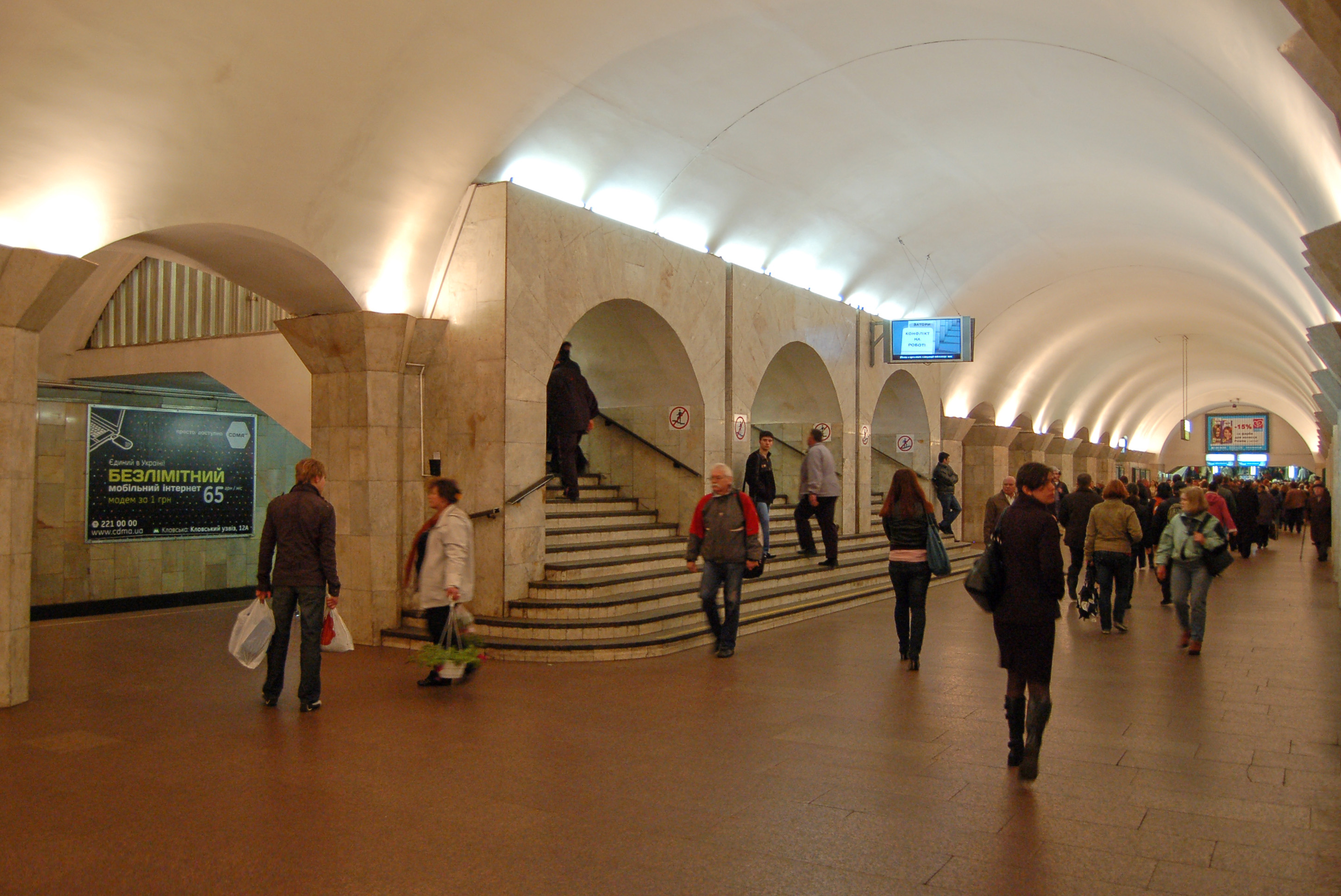